# Roseburg, Herzogtum Lauenburg
Roseburg là một đô thị thuộc huyện Lauenburg, trong bang Schleswig-Holstein, nước Đức. Đô thị Roseburg, Herzogtum Lauenburg có diện tích 16,23 km², dân số thời điểm 31 tháng 12 năm 2006 là 516 người.